# Stretton-on-Dunsmore
Stretton-on-Dunsmore is een civil parish in het bestuurlijke gebied Rugby, in het Engelse graafschap Warwickshire met 1159 inwoners.